# ドラゴンクロニクル
ドラゴンクロニクル (Dragon Chronicle) は2003年にナムコ（後のバンダイナムコゲームス）が発売したアーケードゲーム。2004年にプレイヤーの階級などの新要素を追加した『伝説のマスターアーク』が、同年末には全国オンライン対戦機能を追加した『天空大決戦』が登場している。
2008年1月7日をもってオンラインサービスは終了した。以下の記述の内、オンライン関係は稼働当時の仕様である。

## 筐体概要
ドラゴンクロニクルの筐体はセンターモニターとクライアントから成る。センターモニターには戦闘状況が表示されている。
クライアントにはタッチパネルとなっているディスプレイの左にカードリーダーがあるだけのシンプルな物。このクライアント筐体は後に『アイドルマスター』にも流用され、本作から『アイドルマスター』へのコンバージョンキットも発売された。
天空大決戦ではこれらの他に、テイマーカードの発行やカード情報の閲覧などを行うエントリーステージが設置されていた。

## ゲームプレイの詳細
1. クレジットを投入する。
初期状態での標準レートは1プレイ200円、3プレイもしくは新規作成が500円。今日では100円で1プレイ、300円で3プレイもしくは新規作成+1プレイが一般的なレートであるが、中には1000円以上で10クレジット以上という破格のレートで稼動している店もある。
2. 新規プレイ（ドラゴンを新しく作る）か継続プレイかを選択する。
継続プレイの場合は持っているドラゴンカードをカードリーダーに挿入する。
新規プレイの場合は新規作成か魂カードの融合による作成かを選ぶ。新規プレイの場合は最初の5プレイはCPUと戦いながらゲームの基本を説明するストーリーモードとなる[1]。
なお、天空大決戦ではドラゴンカードを挿入する前に一度テイマーカードを使用する。テイマーカードを使用することにより全国オンライン対戦に参加できる（CPU戦や新規作成はテイマーカードがなくても可能）。
3. ドラゴンにアイテムを装備したりする（ストーリーモードの場合を除く）。
4. ドラゴンのパラメータを成長させる。
旧バージョンでは打撃・魔法・シールド・祈りのいずれかを選択し、項目に対応するミニゲームをプレイすることでパラメータの成長および技の習得を行った。ストーリーモードの場合は2～5回目のプレイにこの4つがそれぞれ割り当てられている。
天空大決戦ではマスターアークのドラゴンと模擬戦を行うことで鍛錬を行う。
5. 対戦
画面右下にコマンド受付時間を表すタイムゲージがあり、その上にある技アイコンで技を選んだ後対象を決定することでそのターンの行動を決める。
6. ゲーム終了後
対戦終了後に全プレイヤーの獲得したアクアラの量により順位が決定される。その後ドラゴンのパラメータが変動し1ゲーム終了。戦闘経験を重ねたドラゴンは魂化させることが可能で、魂カードは融合によるドラゴン作成に使う[1]。

## ゲームに登場するドラゴンについて

### 進化
ドラゴンは基本的に一定回数の戦闘を重ねる事で「幼竜」⇒「成竜」⇒「至竜」の順に進化し、各パラメータが上昇し、使える技の数が増える。但し、進化するごとに修練によるパラメータ上昇率は低くなっていく。尚、一部に進化しない竜も存在する。
※基本的に幼竜⇒成竜は5回の戦闘（全国オンラインと店内対戦の合計）で進化する。ただし、取得したアクアラ（店内・全国問わず）の合計が高いと最速3回の戦闘で進化する。これは、幼竜の時にのみ使用できる消費アイテムを1回しか使う事ができなくするための措置と考えられる（その消費アイテムが幾分強力すぎる為）。また成竜⇒至竜は5回の戦闘で進化する。
- 誕生時で既に至竜である竜

各属性の幸運種（下記の新幸運種は除く）、全ての無属性の竜がこれにあたる（幸運種は幼い姿をしているが全てにおいて至竜扱いとなる）。
- 不変体

時属性との融合により誕生するようになった竜。幼竜又は成竜として誕生し、そのまま進化しない特別な竜である。

### 種
ドラゴンには、いくつかの「種」が存在し、同じ属性のドラゴンでも種によって習得出来る技が変化する（ドラゴンのステータスは元になった魂カードと育て方によるものがかなり大きい）。
基本種
文字通り、そのドラゴンの基本形。ゲームを最初からスタートした場合、必ずこの種から始める事になる。また、融合により基本種と亜種を組み合わせた場合は基本種が誕生する。
亜種
基本種とは別の姿をしたドラゴン。「基本種同士」か「亜種同士」による融合によって誕生する。
濃血種・淡血種
ドラゴンは基本的に淡血種であるが、同属性のドラゴン同士を融合した場合は濃血種となり、至竜に進化した際の姿が変化する。基本種・亜種でそれぞれ別の姿が存在する。
幸運種
同属性や反属性で融合した時に低確率で誕生するドラゴン。幼い竜が水晶玉に乗っかっている見た目で、初めから至竜として誕生する。このドラゴンを作れないと自力で最強属性種を誕生させることが出来ない（無属性自体、幸運種を一体でも誕生させてからでないと誕生させられないが、その無属性と融合する事で半強制的に幸運種を誕生させる事が可能である）。さらに『天空大決戦』より、水晶球が大きな卵に変化した新しい幸運種が誕生するようになった。この新幸運種は「卵（幼竜）」⇒「卵が孵化（成竜）」⇒「大鳥（至竜）」の順に進化するが、その条件は通常の竜とは違うものになっている（全国オンライン対戦での生涯アクアラ獲得量に依存している。バージョン2.90では進化しない）。
属性最強種
その属性の最強レベルの技を習得する事が出来るドラゴン。他の種よりも比較的ステータスが高く成長すると言われているが、実際のところ進化につき増える能力（ステアップ）が基本種などと違うのかは不明である。至竜に進化した際、人の形に近い姿になるのが特徴、覚える技も大技が多く、一撃は大きいがその分燃費も悪く、反転、両刃、反射されると小技に比べかなりの致命傷になる（ただし、属性最強種を生み出せると言うことは、最低3体のドラゴンを育てている事になり、育てたドラゴンから技を引き継げるため、継承する技さえ間違えなければ燃費不足になる心配は無い。人から素材を借りた場合でもSRの技以外は継承可能なため問題なし）。
※ゲームに登場するマスターアーク達のドラゴンは、全てこの属性最強種の色違いである。また、融合時の初期ステータスは融合の素材となったドラゴンのステータスが大きく影響し、種族の関係性は不明である

### 属性
ドラゴンには全部で8つの属性（光・闇・炎・氷・金・雷・無・時）が存在し、属性によって各パラメータの限界値が違う。また、ドラゴンが新規で習得可能な技は一部の基本的な無属性技と無属性竜を除いて、全てその属性の技となる。

## 携帯電話との連動
携帯電話向けサイトに登録するとドラゴンを強化するアイテムを入手できる。『伝説のマスターアーク』までは「神竜の遺跡」と呼ばれるアプリをプレイしダンジョンの最深部に辿り着くことで、入手したアイテムに対応するパスワードを発行することができ、これを入力して装備する。
『天空大決戦』ではサイト上のコンテンツで獲得したポイントをアイテムと交換する形となっている。なお、『天空大決戦』の稼働に合わせ、以前から対応していたiモードだけでなくYahoo!ケータイやEZwebにも対応するようになった。
なお、これらの連動サービスは2007年12月1日午前11時(JST)を以って終了し、サイトも閉鎖された。現在は、連動アイテムの入手は不可能になっている（連動アイテムはバージョン2.90では使うことが出来ない。引継ぎはされず、すべて消去される）。また、アプリもプレイする事が出来なくなっている。

## ゲーム用語

### システムに関する用語
ドラゴンカード
ゲームのプレイのために必要となる、ドラゴンの状態が記録されたカード。
魂カード
ドラゴンの魂を封じたカード。新しくドラゴンを作成する時に、2枚の魂カードを用いることで双方の技と一方の属性を引き継ぐことができる。
テイマーカード
天空大決戦で追加されたカードで、プレイヤーを識別する。
Xバージョン、Yバージョン
クライアントのカードリーダーの辺りに"X"もしくは"Y"の表示がある。XとYではゲーム終了時にドラゴンカードに印刷される絵柄が異なり、特殊な条件で誕生する無属性のうち2体はx版とy版でどちらが誕生するか異なる。xは双頭龍、yは不定形型。ちなみにこの二体を融合すると三首。
魂化
一定以上の戦闘経験を積んだドラゴンを魂にすることによって、新しくドラゴンを作る際にその元とすることができる。魂化を行ったドラゴンのカードには魂化済みを表すマークが名前の横に印字され、以後はそのカードを魂カードとして使うこととなる。
ランク
最高「SSS」まであがる、一時期のバージョンは「天空を述べる」などランクのアルファベット表示がないものもあった、なおランクが絡む融合は骨龍を生み出すときに必要。バージョン2.90では廃止される。
ガード
打撃攻撃を防御し、無効化もしくはガードに対応した打撃による反撃を行う。効果はそのターンのみ。魔法攻撃に対しては無効。なお特殊な例として、「ダブルペイン」「ダブルスーサイド」がガード状態の相手に打撃を与えることが可能。
盾、壁
魔法攻撃を防御し、無効化もしくはシールドに対応した魔法又は祈りによる反撃を行う。盾はそのターンのみ、壁は3ターンの間効果が持続する。ただしどちらの場合も物理攻撃を受けると破壊され無効となる、なお特殊な例として「ジャッジメント」はいつわりの盾以外を破壊し攻撃する。
覚醒
攻撃を成功させると、プレイヤーのステータスの左にマーカーが表示される。これが3つ集まった状態で次ターンを迎えた場合、強力な覚醒技を使用することができる。マーカーの色は打撃の場合は赤色、魔法の場合は青色。なお点灯したマーカーと同じタイプの攻撃を受けるとマーカーが1つ失われる。
打撃覚醒技
相手を一撃で気絶させる強力な打撃攻撃「インフェルノレイド」。敵から奪えるアクアラの量は覚醒マーカーをためるために使った打撃技のダメージの合計と比例する。成功すると対象を必ず気絶させる
魔法覚醒技
相手全員にダメージを与える魔法攻撃「ヘブンズゲート」。与えるダメージ量は、覚醒マーカーをためるために使った魔法技のダメージの合計と比例する（覚醒マーカーを点すために与えたダメージの合計/攻撃対象の数（1体気絶している場合もあるため）とされている）。

### 世界観に関する用語
ドラゴン
太古の時代から最強の存在として君臨してきた。しかし、キロッスの大洪水という災害によって声を失い、弱体化したため個体数は急速に減少。
キーリア峡谷でひっそりと暮らしていたが、ドラゴンの魔力を開放できるドラゴンテイマーという職業の出現によって再び力を取り戻す。
ドラゴンテイマー
ドラゴンと協力し、ともに戦う龍騎のこと。
ドラゴンの心の声を聞くことができ、声を失ってしまったことにより魔力を行使できなくなったドラゴンの声となってドラゴンの魔力を開放することができる。
この「ドラゴンの心の声」を聞くことができた者のみがドラゴンテイマーになれるのだが、心の声を聞く能力は個人の能力や才能とはあまり関係なく、伝説のドラゴンテイマー・老ジェスター卿によると「認められ、求められて初めて声が届くのだ」という。
ドラゴンとの戦闘の末ドラゴンを根負けさせ、その心の声を聞いてドラゴンテイマーとなった炎のマスターアーク・ファルダや救いを求める神竜の声を聞きドラゴンテイマーとなったプレイヤーなどの例があるようにドラゴンテイマーになるにはチャンスと運が大きく関わるようになっている。
マスターアーク
各属性ごとに選抜された国で最も優秀なドラゴンテイマー。国の非常事態の際に出動する部隊の隊長でもある。
アクアラ
魔力を秘めた液体。不純物の影響により内包している魔力の一部が漏洩することで揚力を発生させ、球状となって大気中を漂っている。
最初のストーリーモードはアクアラを大量に発生させる果実をめぐってプレイヤーと大司祭の娘が争うという設定だが、このストーリーモードをクリアした後にアクアラは神竜の血液だということが大司祭によって明かされる。
キロッスの大洪水
過去に栄えていた魔法帝国が崩壊するきっかけとなった事件。高純度のアクアラの生成に失敗し、その高純度のアクアラが地上に大量に流れ多くの人命を奪った。また、このときにドラゴンたちはあふれた魔力の影響を受け、自ら魔法を使うことができなくなった、と公式HPでは紹介されているが、ストーリーモードクリア後にアクアラは神竜の血液であり、キロッスの大洪水によって危機に瀕した神竜（大地）を救うためにドラゴンたちは「声」を代償に神竜を救い、声を失ったと判明する。

## 階級
『伝説のマスターアーク』から追加されたシステム。最初は皆レベル1からスタートし、条件を満たすことで階級審査が発生。その戦いで指定された順位内に入ることが出来れば階級審査を通った事になる。昇格する事そのものにメリットは無い。基本的に天空大決戦でのマッチングは階級が近い（≒実力が近い）者同士で組まれる。本来高い階級に辿り着いたり、さらにそれを維持し続けたりする事は非常に困難であるが、一部のプレイヤーが不正行為によって高ランクを維持していた事もあった。
なお、サービス終了後、バージョン2.90では階級は廃止される。

### 昇格
「上位に入賞する」「自分より高い階級の相手を負かす」といった条件で発生する階級審査で入賞する事で階級が上がる。入賞できなかった場合は保留となり、次の審査まで待たなくてはならない。レベル12（ブロンズアーク）以降は昇格条件が1位となるので難しい。

### 降格
「自分よりレベルの低い相手に敗北する」「低い順位を取り続ける」といった条件で発生する。入賞できなかった場合、階級が下がってしまう。入賞できれば保留となる。レベル12（ブロンズアーク）以降はその階級に適正とされる順位が高めなので、降格審査が発生し易くなっている。例外として、「一匹の竜を最後まで狙い続ける」「アクアラが残っていない竜ばかりを攻撃し続ける」等のゲーム終了時に大きく絆が下がってしまうようなプレイ（絆評価で-15以下になるプレイ）を行った場合、階級審査無しで強制的に降格となる。なお、見習い階級への降格は発生しない。
見習い
見習い級はレベル1 - 5のことを指す。
テイマー
テイマー級はレベル6 - 8のことを指す。
ナイト
ナイト級はレベル9 - 11のことを指す。
アーク
アーク級（マスアク除く）はレベル12 - 14のことを指す。
マスターアーク
レベル15。

## 不正行為
カードの不正コピー、及び改ざん行為
稼働直後より、ドラゴンカードを不正に複製してインターネットオークションなどで販売するプレイヤーや磁気カードの内容自体を不正に改ざんするものが現れた。
メーカー側もアップデートで不正行為に対処を行ったが、複製については筐体の磁気カード、及び筐体のリーダーの仕様上、根本的な対策を行うことができなかったこと、また磁気カード自体も一般的な業務用磁気カードリーダーを用いていた事から比較的簡単に内部データの参照、変更が行われたことも背景にあり対策と不正カードの登場が交互に繰り返されるいたちごっこが発生していた。(なお、同様の行為は他社ゲームを含む磁気カードリーダーを採用した同時期のアーケードゲームで頻繁に行われていた)
全国オンライン対戦が実装される際、不正カードの検出機能が実装されるも、即座にそれを回避した不正カードが登場するなど根本的な解決には至らなかった。
ランキング不正
『伝説のマスターアーク』 - 『天空大決戦』初期において、発生した不正行為。
マスターアーク時代に8台のクライアントをすべて仲間内で使用し、1体にアクアラを集めることにより通常プレイではあり得ないほどのアクアラを集める事によりアクアラ獲得ランキングにおいて圧倒的1位を記録。その結果、階級もマスターアークになり階級ランキングが意味をなさない結果となった。更にこうして作成したドラゴンカードを不正複製した上でネットオークションに出品し、これにより各掲示板では不正行為者に対しての批判が激増、全国ランキングは破綻を迎えた。
「天空大決戦」では店内対戦の結果はアクアラ獲得量や階級に影響しなくなり、先述の不正プレイはなくなると見られていたが、今度はゲーム機本体の電源を切り戦闘記録をリセットすることを利用して被害は継続し、更にこの際に他プレイヤーのゲーム画面が少しの間フリーズを起こすことで被害は他プレイヤーにも及んだ。同様の行為を行うプレイヤーが複数いたため被害は拡大することになった。
その後、メーカー側の警告を無視し続けていたプレイヤーはランキング集計から除外されることになったが、その後も同様の手段を試みるプレイヤーは後を絶たず、最終的にバージョン2.90でランキングも階級も廃止されることとなった｡